# 長河雅集
長河雅集成立於1996年。活躍於台灣水墨畫壇之中生代十位畫家受駐舊金山台北經濟文化辦事處邀請前往美國展出。返國後，畫家們經常相聚以畫會友，在大家之凝聚與共識下，取「長河」為畫會之名，有傳承和發揚，源遠流長，承先啟後之意。這十位畫家皆為二戰後在台灣土生土長和受教育者。
成立十多年以來，陸續在美國舊金山美術館、中美洲哥斯大黎加、巴拿馬、薩爾瓦多國家美術館、東歐馬其頓、捷克、波蘭美術館、日本京都博物館、中國北京中國美術館、山東孔子美術館、澳門國父紀念館、臺北國父紀念館等地展出。

## 成員
- 周澄
- 李義弘 [3]
- 江明賢
- 王南雄
- 蘇峰男
- 顏聖哲
- 王友俊
- 羅振賢
- 羅青
- 袁金塔[2]

## 歷年展出
- 1996年首展於美國舊金山中華文化中心
- 2000年於馬其頓、捷克 跨世紀台灣水墨畫展
- 2000年長河雅集 中美洲巡迴展 (哥斯達黎加、巴拿馬、薩爾瓦多)
- 2001年長河雅集 台灣水墨名家畫展 (北京中國美術館)
- 2002年新世紀水墨大展 (國立國父紀念館中山國家畫廊)
- 2002年長河雅集 跨世家台灣水墨名家畫展 (波蘭烏茲、華沙、克拉克)
- 2009年長河雅集 筆韻墨華 水墨畫大展 (臺中港區)[4]

## 外部連結
- 2001年長河雅集北京展出新聞稿
- 2009年長河雅集台中展出資料